# Stolliana giliomeei
Stolliana giliomeei är en insektsart som beskrevs av Johnsen 1990. Stolliana giliomeei ingår i släktet Stolliana och familjen Pamphagidae. Inga underarter finns listade i Catalogue of Life.